# Berggeschrey
Unter Berggeschrey oder Berggeschrei versteht man eine schnell umlaufende Kunde reicher Erzfunde, die zur raschen Entwicklung eines Bergbaureviers führte, wie zu Beginn des Silbererz-Bergbaus im Erzgebirge. Dieser ist in mancher Hinsicht mit dem Goldrausch in Nordamerika vergleichbar.

## Erstes Berggeschrey

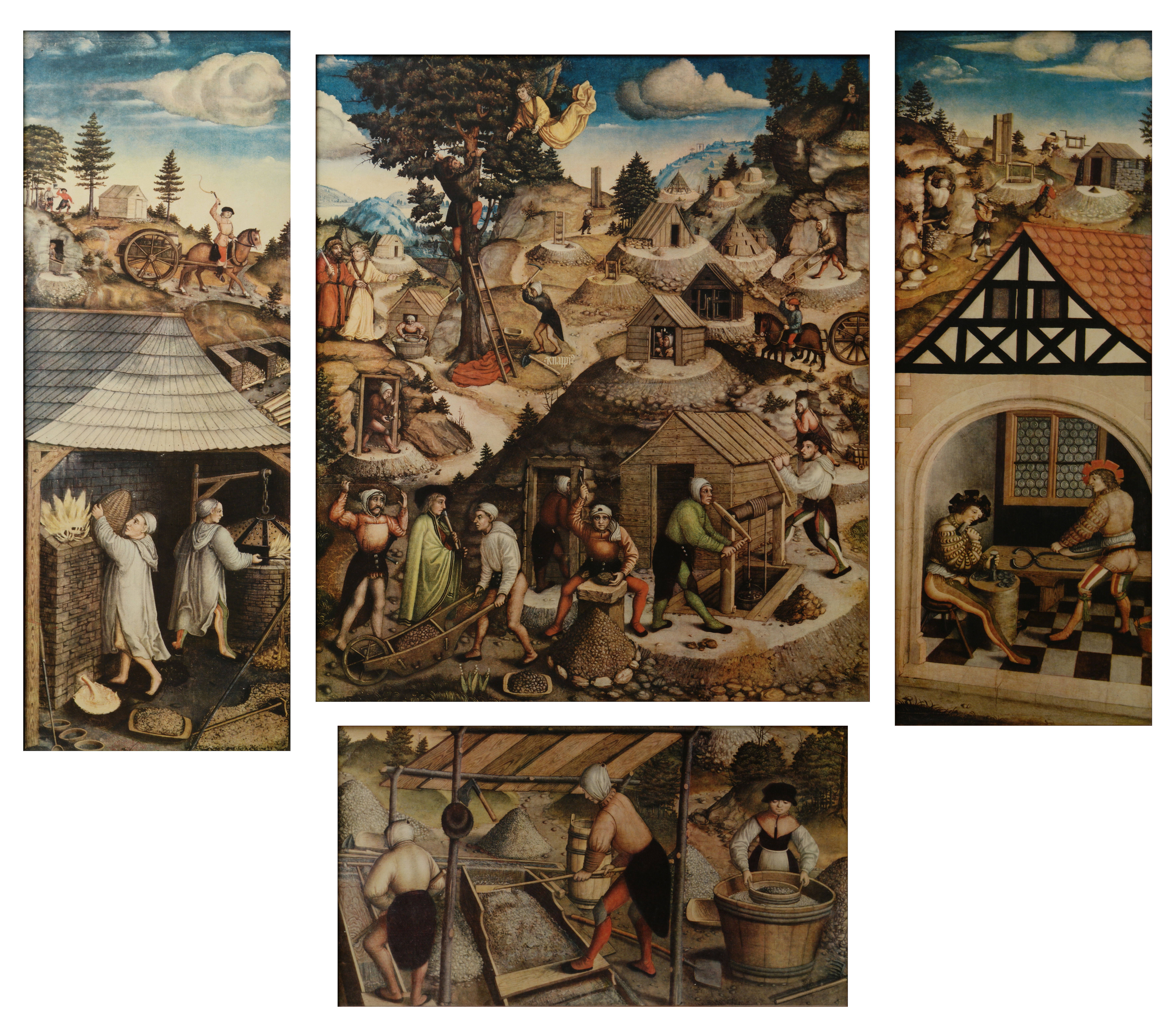
Darstellung des historischen Bergbaus auf dem Annaberger Bergaltar von 1522

Schon im Zuge der ersten Besiedlung gab es kleinere Zinn-, Eisen- und Kupferfunde.
Als aber 1168 reiche Silberfunde im Raum Freiberg bekannt wurden, lösten diese das Erste Berggeschrey aus. Schnell kamen auf die Kunde vom Silberreichtum Bergleute, Händler, Köhler und Vagabunden in dieses damals unwirtliche Gebiet. „Wo eyn man ercz suchen will, das meg her thun mit rechte“ hatte der Markgraf von Meißen, Inhaber des Bergnutzungsrechtes (Bergregal), den ins Land strömenden Siedlern zugestanden. Um die Bergleute, welche größtenteils aus dem Harz stammten, anzusiedeln, wurden sie von Feudalabgaben an Grundherren befreit und konnten sich so ganz ihrer Arbeit widmen. Eine direkte Steuer mussten sie jedoch in Form des Bergzehnten an den Landesherrn entrichten.

## Zweites oder Großes Berggeschrey
Die Suche nach Erz dehnte sich im Laufe der Jahrhunderte bis in die Kammlagen des Erzgebirges aus. Dreihundert Jahre nach dem Ersten Berggeschrey wurden ergiebige Silbererzvorkommen 1470 in Schneeberg und 1491/92 am Schreckenberg im heutigen Annaberg-Buchholz entdeckt. Von dieser Kunde ging das Zweite Berggeschrey aus, das als das Große Berggeschrey bekannter ist. Rege Bergbautätigkeit und der damit verbundene Zuzug von Menschen aus anderen Regionen dehnten sich auf das ganze Erzgebirge aus.
Neben Bergleuten lockten die Nachrichten über diese Funde auch kapitalkräftige Kaufleute als Kapitalgeber an und in der Folge setzte eine rasche Blüte des Silberbergbaus ein. Zugleich erlebte auch der Bergbau auf Buntmetalle einen Aufschwung, da sich im Erzgebirge Silber, Kupfer und Zinn in gemeinsamen Lagerstätten befinden.
Schon Ende des 15. Jahrhunderts war das Erzgebirge wesentlich dichter besiedelt als vorher. In dieser Zeit entstanden die Bergstädte Sankt Joachimsthal, Annaberg, Buchholz, Schneeberg oder Marienberg.

## Drittes Berggeschrey

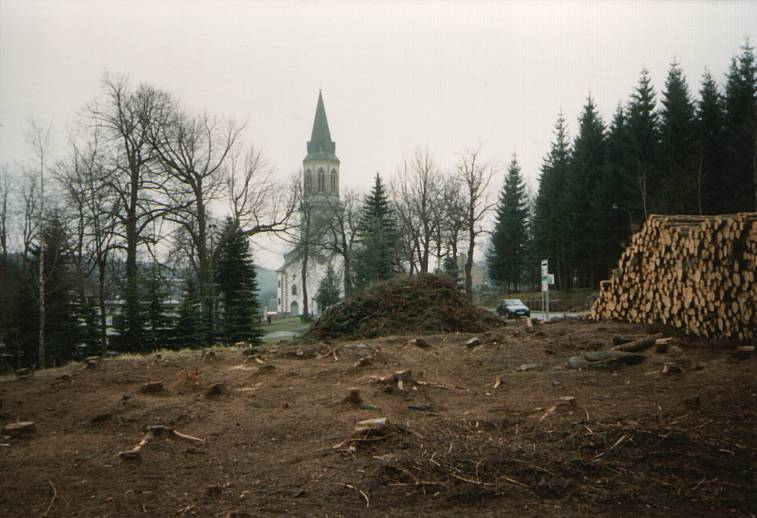
Teile der Altstadt von Johanngeorgenstadt wurden ab 1953 aufgrund von Bodensenkungen abgerissen und aufgeforstet

Beide Seiten des Erzgebirges (also auch jene Teile, die heute in der tschechischen Republik liegen) waren wichtig in der Geschichte der Entdeckung der Radioaktivität. So ist die Typlokalität des noch heute wichtigen Uranerzes Pechblende im Erzgebirge gelegen. Auch der Name stammt aus der Sprache der Bergleute im Erzgebirge und deutet auf die vermeintliche Wertlosigkeit dieses Minerals hin. Erst im 18. Jahrhundert gelang es Martin Heinrich Klaproth das Metall aus dem Erz zu gewinnen – er nannte es zu Ehren des kürzlich entdecken Planeten „Uran“. Bis ins späte 19. Jahrhundert hielten sich jedoch die Anwendungen dieses Schwermetalls sehr in Grenzen. Mit Entdeckung der Radioaktivität gewann Uran plötzlich wissenschaftliche Anwendungen und eine Zeitlang auch sein Zerfallsprodukt, das Radium. Noch in den 1920er Jahren wurde bei der Gewinnung von Radium tonnenweise Uran auf Halden geworfen, um an das begehrte radioaktive Erdalkalimetall zu gelangen.
Fast achthundert Jahre nach dem ersten Berggeschrey brach in den Nachkriegsjahren ab 1946 mit dem Uranabbau der SDAG Wismut noch einmal Goldgräberstimmung im Erzgebirge aus. Infolge des rasanten und rücksichtslosen Aufschwungs stieg die Einwohnerzahl in einigen Orten, wie beispielsweise Johanngeorgenstadt, erneut stark an. Vor allem in der Anfangszeit des Wismut-Bergbaus entstanden erhebliche Belastungen für die Umwelt, historische Ortskerne und Infrastruktur (z. B. Kurhaus und Anlagen des ehemals international sehr bekannten Radiumbades Schlema) wurden zerstört. Die Wismut-Kumpel waren in hohem Maße schlechten Arbeitsbedingungen, Strahlenbelastungen und Giftstoffen ausgesetzt, was schwerwiegende gesundheitliche Folgen nach sich zog. Insbesondere in der Anfangsphase war die Bewetterung unzureichend, sodass sich Radon lokal anreichern konnte, was zusammen mit Staublunge und dem verbreiteten Rauchen von Zigaretten zu erhöhten Inzidenzen von Lungenkrebs führte.
Außer Silber und Uran wurde im Erzgebirge auch Zinn, Eisen, Kupfer, Arsen, Blei, Kobalt, Nickel, Wismut, Wolfram und Zink abgebaut.

## Nachwendezeit
Mit der politischen Wende wurde nach 1990 der Bergbaubetrieb der SDAG Wismut komplett eingestellt. Damit fiel unvermittelt der größte Arbeitgeber und wichtigste Wirtschaftsfaktor der Region weg. Der Grubenbetrieb des Kalkwerkes im gleichnamigen Lengefelder Ortsteil Kalkwerk war das letzte mit Schachtförderung arbeitende Bergwerk Sachsens bzw. der deutschen Seite des Erzgebirges. Die gesamte Montanregion Erzgebirge mit ihren oberirdischen Bergbauzeugnissen, Schaubergwerken, Technischen Denkmälern, Bergbaulehrpfaden und den Traditionen der Einheimischen sind Zeugnisse dieser drei prägenden Epochen des Erzbergbaus.
Seit etwa 2010 wird der Begriff Berggeschrey für Pläne verwendet, im Erzgebirge wieder Erze zu fördern. Die Entwicklung der Rohstoffpreise macht manche Grube wieder rentabel – möglicherweise rechtzeitig, um an die Erfahrungen der Träger der Bergbautradition anzuknüpfen. 2013 begann in der schon aus Wismut-Zeiten bekannten Grube Niederschlag der Abbau von Fluorit und Schwerspat.
Seit 2019 gehört die Montanregion Erzgebirge/Krušnohoří zum UNESCO-Welterbe.